# بورفو

موقع بورفو.

بورفو (بالفنلندية Porvoo، بالسويدية Borgå) مدينة بإقليم أوسيما الشرقية، يبلغ عديد قاطنيها 48.687 ساكن.
تقع جنوبي البلاد مطلة على ساحل خليج فنلندا. وتبعد حوالي 50 كيلومترا شرقي مدينة هلسنكي. 
بورفو إحدى المدن القروسطية الستة في فنلندا وثاني أقدم مدينة بعد توركو، أول ذكر لها كمدينة في نصوص يعود للقرن الرابع عشر. بورفو هي مقر لأبرشية بورغو الناطقة بالسويدية التابعة للكنيسة الإنجيلية اللوثرية الفنلندية.
المدينة ثنائية اللغة رسمياً باللغتين الفنلندية والسويدية. حوالي 64 ٪ من السكان يتحدثون الفنلندية ونحو 33 ٪ يتحدثون السويدية. وكانت 3 ٪ من لغات أخرى.

## التاريخ

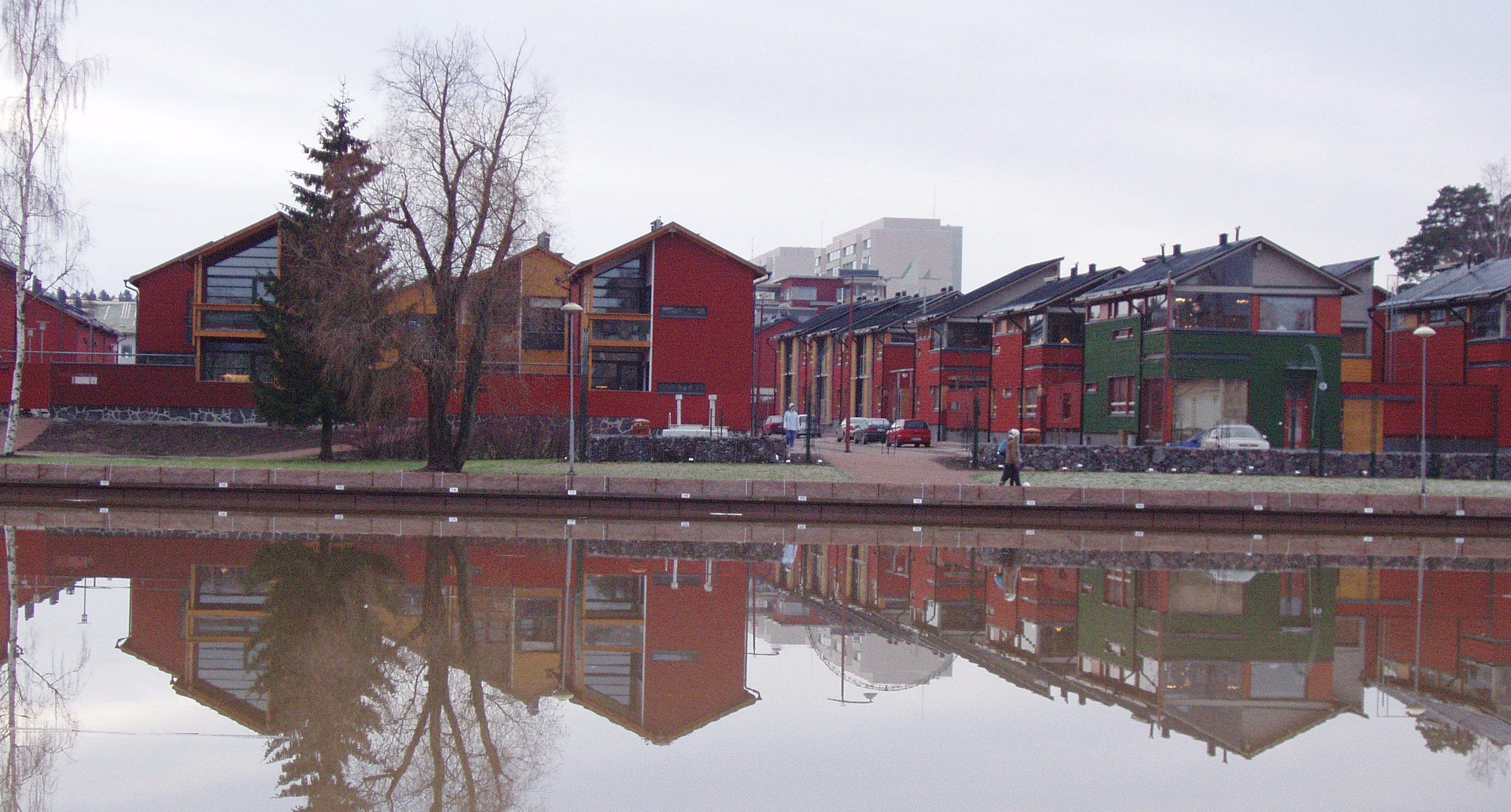
New Housing, Porvoo, by architect Tuomas Siitonen

ذُكرت بورفو لأول مرة بالوثائق من أوائل القرن الرابع عشر، وأعطيت بورفو حقوق المدينة حوالي 1380، رغم أن بعض المصادر تذكر بأن المدينة تأسست في عام 1346. فـُككت بلدة بورفو القديمة رسمياً وتأسست مدينة بورفو الجديدة في عام 1997 بدمج مدينة بورفو ببلدية بورفو الريفية. عندما خسرت السويد مدينة فيبورغ لصالح روسيا سنة 1721، انتقل مقر الاسقفية إلى بورفو. كانت بورفو آنداك ثاني أكبر مدينة في فنلندا. بعد استيلاء الجيوش الروسية على فنلندا في عام 1808 اضطرت السويد للتخلي عن فنلندا لصالح روسيا في 1809 (معاهدة هامينا). كان مجلس بورفو عام 1809 علامة بارزة في تاريخ فنلندا. أكد القيصر ألكسندر الأول الدستور الفنلندي الجديد (والذي كانت أساساً الدستور السويدي من سنة 1772)، وجعل من فنلندا دوقية كبرى ذاتية الحكم.
بيان بورفو العام هو التقرير الذي صدر في ختام محادثات رسمية لاهوتية لممثلي أربعة كنائس أنغليكانية وثمانية كنائس لوثرية شمالية وبلطيقية في الفترة 1989-1992. فتأسست طائفة بورفو، سـُميت بذلك بعد الاحتفال بالقربان المقدس في كاتدرائية بورفو يوم الأحد الأخير من المحادثات التي أدت إلى بيان.

## الاسم
حصلت المدينة على اسمها السويدي من حصن بري قرب نهر بورفونيوكي الذي يتدفق عبر المدينة. الاسم "Porvoo" جاء نتيجة لفنلندة الاسم السويدي "Borgå" الذي يعني فيه الجزء Borg قلعة وå تعني نهر باللغة السويدية. 

## المعالم
تشتهر المدينة ب«البلدة القديمة»، بشبكة شوراع كثيفة على النمط القروسطي مع منازل خشبية في الغالب. كادت المدينة القديمة أن تدمر في القرن التاسع عشر وفقاً لمخطط عمراني جديد للمدينة. إلا أن المخطط قد أُلغي لوجود مقاومة شعبية بقيادة الكونت لويس سباري
يمكن تقسيم بورفو إلى ثلاثة أجزاء: المدينة القديمة والمدينة الجديدة وحي القرن التاسع عشر الذي بني على الطراز الإمبراطوري في عهد القيصر نيكولاي الأول. أعيد بناء الجزء القديم بعد حريق في سنة 1760 دمر المدينة، ويتميز بالشوارع الضيقة والمتقاطعة مع منازل تقليدية خشبية. توجد في هذا الجزء من المدينة مخازن خشبية على الواجهة البحرية والتي أعلنتها اليونسكو من مواقع التراث العالمي. كما يوجد به الكاتدرائية القوطية القديمة العائدة إلى القرن الخامس عشر.

## التوأمة
بورفو متوأمة مع:
- دالفيك، إيسلندا
- دينكلسبون، ألمانيا
- هامار، نرويج
- هانكوك، ميتشيغان، الولايات المتحدة
- كامين بومورسكي، بولندا
- لوند، السويد
- تيريزو، السويد
- فنتسبيلس، لتفيا
- فيبورغ، دنمارك
- فيمسي، إستونيا
- فيلياندي، إستونيا

## وصلات خارجية
- مدينة بورفو – الموقع الرسمي
- بوابة حديقة أعمال الملك
- متحف سكك حديد بورفو – خدمة القطارات من وإلى هلسنكي في أسبات الصيف